# Ordre national de San Lorenzo
L'ordre national de San Lorenzo (en espagnol : Orden Nacional de San Lorenzo) est une décoration équatorienne.

## Historique
La décoration est instituée le 17 août 1809 par Juan Pío Montúfar, chef du Premier Conseil du gouvernement autonome de Quito. Lorsque cette institution disparaît, deux mois plus tard, l'ordre est éteint. Le 10 août 1959, l'ordre est restauré par Camilo Ponce, président de la république de l'Équateur. L'ordre est restructuré le 4 juin 2001 par le président Gustavo Noboa Bejarano.

## Grades
L’ordre comporte trois grades :
- Grand collier
- Grand-croix
- Grand officier

## Récipiendaires notables
- Albert II, roi des Belges.
- Juan Carlos Ier, roi d’Espagne.
- Sophie de Grèce, reine d'Espagne.
- Felipe VI, roi d'Espagne.